# Cerro Perea
La localidad de Cerro Perea es una pedanía del municipio de Écija, en la provincia de Sevilla, Andalucía, España.

## Geografía
Se encuentra a 98 kilómetros de la capital de provincia, Sevilla, y a 7,5 km de la cabeza de su municipio, Écija, a medio camino entre ésta y La Carlota, siendo la primera población de la provincia al llegarse por la carretera N-IV.
Las poblaciones más cercanas son Écija, Los Algarbes, El Villar, La Paz y La Montiela. Se accede a esta localidad a través de la carretera N-IV.
Se encuentra a una altitud de 230 metros sobre el nivel del mar, tratándose de un terreno llano. Pertenece a la La Campiña sevillana, en la comarca de Écija.
Se extiende a lo largo de la carretera de Madrid a Cádiz, quedando el antiguo trazado de la N-IV como acceso y salida de la localidad a la misma tras el desdoblamiento de la autovía A-4.
Es por ello su fisonomía rectilínea, orientada en dirección noreste-suroeste, estando la población al norte de la vía en el sentido hacia Écija y Sevilla.
En su trazado urbanístico discurren otras dos calles en el interior de la localidad paralelas a la carretera, existiendo algunas calles transversales de las que destaca la mayor de ellas, situada aproximadamente en el centro del núcleo poblacional y dedicada a la Virgen Milagrosa.
En su callejero encontramos las calles Carretera de Madrid Cádiz, Este, Huertas, Real, Ronda y Virgen Milagrosa.

## Demografía
La población censada en Cerro Perea y sus diseminados es de 866 habitantes en el 2016, habiendo superado los 900 habitantes únicamente en el año 2013.
Sin embargo, si excluimos los datos correspondientes a las urbanizaciones Astigi y Via Augusta, así como los residentes en casas diseminadas, la población real censada en el núcleo poblacional de Cerro Perea según el Instituto Nacional de Estadística es de 155 habitantes, cuando a la misma fecha del año 2000 era de 216 personas.
Es imprescindible especificar la fuente de los datos.
Para ello, usa el parámetro "fuente".
Para más información, consulta Plantilla:Evolución demográfica/doc.
Es imprescindible especificar la fuente de los datos.
Para ello, usa el parámetro "fuente".
Para más información, consulta Plantilla:Evolución demográfica/doc.

## Historia
Perteneció a la familia Pérez Argana, que en época de la República española se vio obligada a vender el Cerro.

## Economía
Población eminentemente agrícola, también cuenta con varios establecimientos de otras actividades comerciales: bar restaurante, peluquería, taller de chapa y tienda.